# Per te (Jovanotti)
Per te è una canzone cantata da Jovanotti e scritta insieme a Michele Centonze e Saturnino nel 1999. È il primo singolo estratto dall'album Lorenzo 1999 - Capo Horn.

## Il brano
La canzone è dedicata alla figlia Teresa, nata il 13 dicembre 1998 dall'unione con Francesca Valiani.
Il singolo ottiene immediatamente un ottimo successo di pubblico, entrando nella classifica dei singoli più venduti in Italia direttamente al primo posto. Alla fine, il singolo rimarrà nella top 10 per un paio di mesi, di cui una settimana in prima posizione.

## Il video
Il video prodotto per la canzone è stato pubblicato il 13 marzo 2008 tramite il canale dell'artista ed è stato il secondo video di Jovanotti presentato sulla piattaforma Vevo, dopo Non m'annoio.

## Tracce
1. Per te
2. Letture da Il grande boh!

## Classifiche
| Classifica (1999) | Posizione massima |
| ----------------- | ----------------- |
| Italia            | 1                 |

### Classifiche di fine anno
| Classifica (1999) | Posizione |
| ----------------- | --------- |
| Italia            | 14        |